# Thomas Schleicher
Thomas Schleicher (* 21. November 1972 in Salzburg; † 2. November 2001 ebenda) war ein österreichischer Judoka.

## Biografie
Thomas Schleicher begann seine Karriere beim JC Straßwalchen unter Gerhard Dorfinger. 1992 gewann er bei den Junioreneuropameisterschaften bis 71 kg. In diesem Jahr gewann Patrick Reiter in derselben Gewichtsklasse bei den Juniorenweltmeisterschaften und Norbert Haimberger den Europameistertitel in der Allgemeinen Klasse. Trotz der großen Konkurrenz im eigenen Team setzte er sich bei den österreichischen Meisterschaften durch und gewann seinen ersten Titel bei den Herren. Schleicher etablierte sich in der Gewichtsklasse bis 71 kg und gewann zweimal Bronze bei Europameisterschaften. 1996 startete er bei den Olympischen Spielen in Atlanta (USA), schaffte aber keine Platzierung. Im selben Jahr wurde er zum Salzburger Sportler des Jahres gewählt. Seine Karriere endete abrupt, als er im September 1998 wegen Drogenhandels zu fünf Jahren Haft verurteilt wurde. 2001 beging er in seiner Gefängniszelle Suizid.

## Erfolge
- 1. Rang Junioreneuropameisterschaften 1992 – 71 kg
- 1. Rang Österreichische Meisterschaften 1992 – 71 kg
- 1. Rang Österreichische Meisterschaften 1995 – 71 kg
- 1. Rang Österreichische Meisterschaften 1997 – 71 kg
- 1. Rang Weltcup Rom 1997 – 71 kg
- 2. Rang Weltcup Warschau 1993 – 71 kg
- 2. Rang Weltcup Leonding 1993 – 71 kg
- 2. Rang Weltcup Leonding 1994 – 71 kg
- 3. Rang Europameisterschaften 1995 – 71 kg
- 3. Rang Europameisterschaften 1996 – 71 kg
- Mehrfacher österreichischer Meister im Nachwuchs
- 4. Platz SN-Sportlerwahl '95[9]